# Les Champs-Géraux
Les Champs-Géraux är en kommun i departementet Côtes-d'Armor i regionen Bretagne i nordvästra Frankrike. Kommunen ligger i kantonen Évran som tillhör arrondissementet Dinan. År 2022 hade Les Champs-Géraux 1 053 invånare.

## Befolkningsutveckling
Antalet invånare i kommunen Les Champs-Géraux
Referens:INSEE